# Коронація слова — 2017

Логотип конкурсу

Коронація слова 2017 — міжнародний літературний конкурс.

## Церемонія нагородження
Церемонія нагородження «Коронація слова — 2017» відбулася 15 червня 2017 року у колонний залі КМДА. Це була 17-а церемонія нагородження в рамках конкурсів «Коронація слова».
В рамках церемонії також вручені відзнаки «Золотий письменник України» авторам, наклад книжок яких перевищив 100 тисяч примірників. Переможців оголошували Микола Жулинський, Григорій Грабович, Юрій та Тетяна Логуші.

## Переможці
| Відзнака                                 | Назва твору               | Автор                           | Місто                  |
| РОМАНИ                                   |                           |                                 |                        |
| I премія                                 | Останній бій Урус-шайтана | Михайлов Віктор                 | Херсон                 |
| II премія                                | Гессі                     | Наталія Матолінець              | Львів                  |
| III премія                               | Нижче                     | Кіра Малко                      | Київ                   |
| ПРОЗОВІ ТВОРИ ДЛЯ ДІТЕЙ                  |                           |                                 |                        |
| I премія                                 | Скарб вікінгів            | Олена Терещенко                 | Чернігів               |
| КІНОСЦЕНАРІЇ                             |                           |                                 |                        |
| I премія                                 | Військовий доктор         | Рибачук Віктор                  | Вінниця                |
| II премія                                | Ти-космос                 | Павло Остріков                  | Красилів               |
| III премія                               | Селфіманка                | Шаманов Сергій                  | Одеса                  |
| КІНОСЦЕНАРІЇ ДЛЯ ДІТЕЙ                   |                           |                                 |                        |
| Найкращий кіносценарій для дітей         | Козак і Мольфар           | Олена Шульга і Віктор Андрієнко | Київ                   |
| Найкращий анімаційний сценарій для дітей | Чугайстер                 | Яріш Ярослав                    | Львівська обл.         |
| П'ЄСИ                                    |                           |                                 |                        |
| II премія                                | Під прицілом тиші         | Олександр Вітер                 | Київ                   |
| III премія                               | Громадяни Кале            | Коник Єгор                      | Полтава                |
| П'ЄСИ ДЛЯ ДІТЕЙ                          |                           |                                 |                        |
| I премія                                 | Не дуже солодка казка     | Олександр Вітер                 | Київ                   |
| ПІСЕННА ЛІРИКА                           |                           |                                 |                        |
| I премія                                 | Нерви                     | Миклащук-Іськова Олена          | Хмельницька обл.       |
| II премія                                | Зваріть мені мамо борщу   | Ройченко Анатолій               | Овідіополь             |
| III премія                               | Море моє-чоловік          | Світлана Дідух-Романенко        | Бориспіль              |
| III премія                               | Неписані листи            | Шугніло Ніна                    | Волинська обл.         |
| ПІСЕННА ЛІРИКА ДЛЯ ДІТЕЙ                 |                           |                                 |                        |
| I премія                                 | Колючий гість             | Марія Курінна                   | Корсунь-Шевченківський |
| ВІРШОВАНІ ТВОРИ ДЛЯ ДІТЕЙ                |                           |                                 |                        |
| I премія                                 | Кіт, що любив океани      | Світлана Дідух-Романенко        | Бориспіль              |

| Номінація                 | Назва спеціальної відзнаки                                                                                              | Назва твору                                   | Автор                                           | Місто                   |
| Спеціальні відзнаки       | |                                               |                                                 |                         |
| Оповідання                | Номінація короткої прози про Київ «Як тебе не любити»                                                                   | Повернення Тетісу                             | Анастасія Піка                                  | Київ                    |
| Оповідання                | Номінація короткої прози про Київ «Як тебе не любити»                                                                   | Майже ідеальний                               | Світлана Тарапата                               | Сарни                   |
| Твір для дітей            | Спецвідзнака від бренду «Малятко»                                                                                       | Коли приходить любов, або щастя після нещастя | Тетяна Череп-Пероганич                          | Київ                    |
| Твір для дітей            | Вибір видавця | Завтра новий день або на гілці старої яблуні  | Тетяна Новацька-Тітаренко                       | Львів                   |
| Твір для дітей            | Вибір видавця | Історії з території Д                         | Юдіна Надія                                     | Харків                  |
| Роман                     | Спеціальна премія від Андрія Кокотюхи «Золотий Пістоль» за найкращий гостросюжетний роман.                              | Останній бій Урус- шайтана                    | Михайлов Віктор                                 | Херсон                  |
| Роман                     | Спецвідзнака від Дари Корній, Тали Владмирової «Українське сучасне фентезі»                                             | Ловці думок                                   | Любов Відута                                    | Львів                   |
| Роман                     | «Найкращий твір про кохання» спецвідзнака від учасниць Львівського жіночого літературного клубу                         | Коса                                          | Іра Байковська                                  | Львів                   |
| Роман                     | Спеціальна відзнака від Всеукраїнської Асоціації «Альраід»                                                              | Останній бій Урус- шайтана                    | Михайлов Віктор                                 | Херсон                  |
| Роман                     | За висвітлення суті війни, надприродних можливостей та трагічної долі солдата найсильнішої армії світу" від Час і Події | Green Card                                    | Кошелюк Володимир                               | Корсунь-Шевченків-ський |
| Роман                     | Спеціальна відзнака Вибір Видавця                                                                                       | Реквієм для Рози                              | Раїса Плотникова                                | Полтавська обл.         |
| Роман                     | Від Київського Національного університету ім. Шевченка за найкращий патріотичний твір                                   | З думою про Мамая                             | Володимир Бігун                                 | Маріуполь               |
| Роман                     | Від Київського Національного університету ім. Грінченка за                                                              | Чужі скарби                                   | Власенко Ірина                                  | Київ                    |
| Роман                     | Диплом | Код кАРі.ни                                   | Ольга Мігель                                    | Кропивницький           |
| Роман                     | Диплом | Принц України                                 | Письменницьке подружжя Олена і Тимур Литовченки | Київ                    |
| Роман                     | Диплом | Комахи свого бурштину                         | Анна Малігон                                    | Київ                    |
| Роман                     | Диплом | Не плач, кохана                               | Ремньов Микола                                  | Суми                    |
| Роман                     | Диплом | Замок Янгола                                  | Оратовський Сергій                              | Київ                    |
| Роман                     | Диплом | Скрізь нетрі таємниць                         | Валентин Тарасов                                | Київ                    |
| Роман                     | Диплом | Обережно, летять лелеки                       | Олександра Малаш                                | Київська обл.           |
| Роман                     | Диплом | Поміж двох орлів                              | Петро Лущик                                     | Львівська обл..         |
| Роман                     | Диплом | Щоденник Гора                                 | Цінцірук Андрій                                 | Львів                   |
| Роман                     | Диплом | Омбре. Над темрявою і світлом                 | Лора Підгірна                                   | Кам'янець-Подільський   |
| Роман                     | Диплом | Чорний камінь                                 | Наталія Дев'ятко                                | Дніпро                  |
| Кіносценарій              | Диплом | Мені ніхто не сказав                          | Артеменко Марина                                | Київ                    |
| Кіносценарій              | Диплом | Характерник                                   | Едуард Барташов і Василь Шкляр                  | Київ                    |
| Кіносценарій              | Диплом | Червоний будинок                              | Анатолій Максим'юк                              | Івано-Франківська обл.  |
| П'єса                     | Диплом | Антоніна                                      | Ярослав Ярош                                    | Івано-Франківськ        |
| П'єса                     | Диплом | Загублені в тумані                            | Неда Неждана                                    | Київ                    |
| Пісенна лірика            | Спеціальна відзнака за найкращі переклади іноземних хітів від А. Матвійчука                                             | Рок-поезії                                    | Пермяков Андрій                                 | Рівне                   |
| Пісенна лірика            | Спеціальна відзнака від «Парад вишиванок» Лесі Воронюк                                                                  | Кульбабовий вальс                             | Людмила Живопул                                 | Київська обл.           |
| Пісенна лірика            | Диплом | Зайчик-загризайчик. Онанізм                   | Атанайя                                         | Київ                    |
| Пісенна лірика            | Диплом | Ніколи                                        | Мардарович Соломія                              | Люблін                  |
| Пісенна лірика            | Диплом | Впустіть любов                                | Бурда Оксана                                    | Тернопіль               |
| Віршовані твори для дітей | Спеціальна відзнака від пригодницького журналу для дітей «Крилаті»                                                      | Загадки веселинки від бабусі Василинки        | Родіна Леся                                     | Вінницька область       |
| Віршовані твори для дітей | Диплом | Веселі каруселі                               | Мацкова Ірина                                   | Кошиці                  |

Номінація «Золотий письменник України»
- Раїса Іванченко, Тамара Коломієць, Галина Вдовиченко, Іван Драч, Михайло Слабошпицький, Віктор Міняйло, Дмитро Павличко, Ігор Померанцев